# Wolf-Udo Ettel
Wolf-Udo Ettel, né le 26 février 1921 à Hambourg et mort au combat le 17 juillet 1943 à Catane, est un pilote de chasse allemand.
Il est crédité de 124 victoires pendant la Seconde Guerre mondiale.

## Biographie
Wolf-Udo Ettel commence sa carrière de pilote en 1942. Il est abattu par la DCA britannique lors du mitraillage d'une position ennemie.

## Distinctions
Il est décoré de la croix de chevalier de la croix de fer avec feuilles de chêne.